# Никольский, Михаил Николаевич
Михаи́л Никола́евич Нико́льский (1902—1938) — советский партийный деятель. Входил в состав особой тройки НКВД СССР.

## Биография
Уроженец Олонецкой губернии (Петровский район Карельской АССР). По национальности карел. Сын священника. Окончил школу третьей ступени и три класса учительской гимназии (позднее в анкетах указывал, что по образованию — учитель).
В 1924—1929 годах служил в РККА, в том числе в Карельской егерской бригаде. С 1926 года кандидат в члены ВКП(б), с 1929 года член партии.
С 1930 года работал в Петрозаводском горкоме ВКП(б), был секретарем Олонецкого райкома ВКП(б) (Карельская АССР).
С мая 1936 года по сентябрь 1937 года — второй секретарь Карельского областного комитета ВКП(б). В июле-сентябре 1937 года (после ареста П. А. Ирклиса) — и. о. первого секретаря Карельского обкома ВКП(б). Этот период отмечен вхождением в состав особой тройки, созданной по приказу НКВД СССР от 30.07.1937 № 00447 и активным участием в сталинских репрессиях.

## Завершающий этап
Снят с работы 14 сентября 1937 года, исключен из партии 19 сентября, арестован 17 октября 1937 года. Выездной сессией Военной коллегии Верховного суда СССР в Ленинграде 18 мая 1938 года приговорен по ст. ст. 58-7-10-11 УК РСФСР к высшей мере наказания.
Расстрелян в Ленинграде 18 мая 1938 года.